# Brunswick Zebras FC
Brunswick Zebras FC (założony jako Juventus SC) – australijski klub piłkarski z siedzibą w dzielnicy Brunswick w Melbourne (Wiktoria), założony w 1948 roku. Zespół występuje w rozgrywkach Victorian State League Division 4. W latach 1984 – 1988 i 1993 – 1995 uczestniczył w rozgrywkach National Soccer League (NSL). Mistrz Australii z 1985 roku, ośmiokrotny mistrz stanu Wiktoria.

## Historia

### Lata 1948 – 1979
Klub Juventus SC został założony w 1948 roku przez Włoskich imigrantów w wyniku połączenia kilku mniejszych klubów. W latach 1950  – 1951 klub uczestniczył w rozgrywkach Victorian Division 2. Juventus SC od 1952 roku do 1983 roku występował w rozgrywkach Victorian Division 1 (od 1958 roku pod nazwą Victorian State League; pierwszy poziom rozgrywek w stanie Wiktoria). Zdobywając w tym okresie 7. tytułów mistrzowskich. Juventus SC zdominował rozgrywki stanowe w latach 50. XX wieku. Wówczas klub sześciokrotnie zdobywał tytuł mistrzowski w tym pięciokrotnie z rzędu w latach 1952–1956.

### Lata 1980 – 1995
W 1980 roku klub zmienił nazwę na Brunswick United Juventus. W 1984 roku klub przystąpił do rozgrywek krajowej ligi National Soccer League. Klub Brunswick Juventus zainaugurował rozgrywki w NSL w dniu 4 marca 1984 roku w domowym spotkaniu przeciwko Melbourne Croatia. Spotkanie zakończyło się zwycięstwem gospodarzy w stosunku 2:1. W inauguracyjnym sezonie NSL klub zakończył rozgrywki sezonu zasadniczego w Konferencji Południowej na 5. miejscu i awansował do serii finałowej rozgrywek Konferencji Południowej. W serii finałowej klub zakończył zmagania na fazie eliminacji, przegrywając z drużyną Brisbane Lions 2:4.
W 1985 roku klub Brunswick Juventus zajął 2. miejsce w sezonie zasadniczy Konferencji Południowej, a w serii finałowej Konferencji Południowej klub dotarł do finału. W finale Brunswick Juventus pokonał drużynę Preston Lions FC w stosunku 2:1, gwarantują sobie tym samym awans do meczu finałowego rozgrywek NSL (tzw. Grand Final). W finale rozgrywek NSL klub Brunswick Juventus pokonał w dwumeczu zespół Sydney City w stosunku 2:0 (I. mecz 0:1; II. mecz 1:0). Zdobywając tytuł mistrza Australii.
W 1986 roku klub triumfował w sezonie zasadniczym Konferencji Południowej, natomiast w serii finałowej dotarł do fazy półfinału. W półfinale Brunswick Juventus został pokonany przez zespół Footscray JUST w stosunku 1:2. W 1988 roku klub zajął 13., przedostatnie miejsce w lidze NSL i spadł do rozgrywek Victorian State League.  Natomiast w rozgrywkach NSL Cup w 1988 roku klub doszedł do finału rozgrywek. W finale Brunswick Juventus uległ drużynie APIA Leichhardt Tigers po konkursie rzutów karnych (0:0 w meczu, 3:5 w rzutach karnych). W latach 1989–1993 Brunswick Juventus występował w rozgrywkach stanowych na pierwszym poziomie. Zdobywając 7. tytuł mistrzowski w rozgrywkach stanowych w 1991 roku.
W sezonach 1993/1994 i 1994/1995 Brunswick Juventus powrócił do rozgrywek NSL, w których występował odpowiednio pod nazwami Brunswick Pumas i Melbourne Zebras. Sezon 1994/1995 był ostatnim sezonem, w którym Brunswick Juventus uczestniczył w rozgrywkach NSL. Klub zakończył rozgrywki na 11. miejscu i spadł do rozgrywek Victorian Premier League. Ostatni mecz w NSL klub rozegrał w dniu 9 kwietnia 1995 roku przeciwko Heidelberg United. Spotkanie zakończyło się porażką  Brunswick Juventus w stosunku 0:1.

### Od 1996 roku
Po opuszczeniu rozgrywek NSL przez drużynę Brunswick Juventus, sekcja seniorska klubu połączyła się ze zespołami Bulleen Lions i Box Hill Inter w 1996 roku, tworząc klub Bullen Inter Kings. Klub Bullen Inter Kings (obecnie Moreland Zebras FC), kontynuował rozgrywki w Victorian Premier League. Natomiast klub Brunswick Juventus w kolejnych latach działalności zreformował swoją strukturę organizacyjną tworząc zespoły młodzieżowe oraz kobiece, które występują w rozgrywkach stanowych. Zmieniając jednocześnie nazwę klubu na Brunswick Zebras FC. Zarówno Brunswick Zebras FC i Moreland Zebras FC, pomimo że stanowią dwa osobne podmioty sportowe uważają się za spadkobierców klubu Brunswick Juventus. Brunswick Zebras FC rozgrywa swoje spotkania na historycznym obiekcie Sumner Park.

## Sukcesy

### Krajowe
- Mistrz Australii (1): 1985;
- Zwycięzca Konferencji Południowej w NSL (1): 1985;
- Zwycięzca sezonu zasadniczego w Konferencji Południowej w NSL (1): 1986;
- Finalista pucharu NSL Cup (1): 1988.

### Stanowe
- Mistrz National Premier Leagues Victoria[a] (8): 1952, 1953, 1954, 1955, 1956, 1958, 1970, 1991;
- Mistrz Victorian Provisional League Division 3 Nth-West (1): 2011;
- Zwycięzca pucharu Dockerty Cup (5): 1960, 1970, 1971, 1972, 1977[15].